# Anastrepha conjuncta
Anastrepha conjuncta är en tvåvingeart som beskrevs av Friedrich Georg Hendel 1914. Anastrepha conjuncta ingår i släktet Anastrepha och familjen borrflugor.
Artens utbredningsområde är Bolivia. Inga underarter finns listade i Catalogue of Life.